# Флоренс-Роблинг (Њу Џерзи)
Флоренс-Роблинг (енгл. Florence-Roebling) град је у америчкој савезној држави Њу Џерзи.

## Демографија
По попису из 2000. године број становника је 8.200.
| Група             | 2000.         | 2010.    |
| Белци             | 6.868 (83,8%) | 0 (0,0%) |
| Афроамериканци    | 864 (10,5%)   | 0 (0,0%) |
| Азијати           | 171 (2,1%)    | 0 (0,0%) |
| Хиспаноамериканци | 167 (2,0%)    | 0 (0,0%) |
| Укупно            | 8.200         | 0        |